# اچ‌ام‌اس ابرکرامبی (۱۹۱۵)
اچ‌ام‌اس ابرکرامبی (۱۹۱۵) (به انگلیسی: HMS Abercrombie (1915)) یک کشتی بود. این کشتی در سال ۱۹۱۵ ساخته شد.